# Zora (SONS)
Zora je časopis vydávaný od roku 1917, který je určený slabozrakým a nevidomým. V jeho počátcích stál český učitel a hudebník Karel Emanuel Macan, jenž během svých studií na pražské technice přišel o zrak. Sám na sobě tak pociťoval přístup společnosti ke zrakově postiženým spoluobčanům. Když se pak z bojišť první světové války začali vracet vojáci, kteří při bojovém nasazení přišli o zrak, věnoval se jim Macan v pražském Klárově ústavu pro nevidomé. Během péče o ně zjišťoval, že neexistuje příliš mnoho psaných textů pro lidi se zrakovým postižením. Roku 1915 proto spoluzaložil spolek Český slepecký tisk a o dva roky později vyšlo první číslo časopisu Zora. Volně přístupný archiv časopisu na internetu obsahuje vydání od roku 2000.